# Edwige Fenech
Edwige Fenech (* 24. Dezember 1948 in Bône, Französisch-Algerien) ist eine italienische Schauspielerin und Filmproduzentin. 

## Leben
Die Tochter eines maltesischen Vaters und einer sizilianischen Mutter war von den späten 1960er Jahren bis zum Beginn der 1980er eine der populärsten Darstellerinnen des italienischen Films. Fenechs Karriere führte schon früh zu freizügigen Rollen, erstmals 1968 unter der Regie von Franz Antel in der österreichischen Sexkomödie Frau Wirtin hat auch einen Grafen und in den folgenden Jahren in zahlreichen weiteren Produktionen unterschiedlicher Genres. Ihre Auftritte in Thrillern, Horrorfilmen und Erotikkomödien mit Titeln wie Frau Wirtin hat auch eine Nichte, Die nackte Bovary, Alle Kätzchen naschen gern (alle 1969), 5 bambole per la luna d'agosto (Regie: Mario Bava, 1970), Das Geheimnis der blutigen Lilie (Regie: Giuliano Carnimeo, 1972) oder Der geheimnisvolle Killer (Regie: Andrea Bianchi, 1975) verschafften Fenech große Aufmerksamkeit beim europäischen Publikum.
In dem aufwendigen Kriegsfilm Die große Offensive über eine Schlacht des Afrikafeldzugs erschien Edwige Fenech 1978 unter der Regie von Umberto Lenzi an der Seite großer Stars wie Helmut Berger, Henry Fonda und John Huston. Der geringe Erfolg des Films ermöglichte ihr jedoch keinen internationalen Durchbruch.
Seit Mitte der 1980er Jahre tritt Edwige Fenech nur noch selten als Darstellerin auf. Erfolgreich ist sie seit Mitte der 1990er als vor allem für das italienische Fernsehen tätige Produzentin. 2004 war sie Koproduzentin einer Verfilmung von William Shakespeares Der Kaufmann von Venedig mit Al Pacino.
In den 1970ern war Fenech, die ihre französische Nationalität durch die italienische ersetzte, die Lebensgefährtin des Filmproduzenten Luciano Martino, Bruder des Regisseurs Sergio Martino. Fenech trat daher in vielen Produktionen Martinos sowie unter der Regie seines Bruders auf, etwa 1971 in dem in Wien gedrehten Giallo Der Killer von Wien oder in Il tuo vizio è una stanza chiusa e solo io ne ho la chiave von 1972. Mitte der 1990er Jahre war sie verlobt mit dem italienischen Industriellen Luca di Montezemolo, dem späteren Präsidenten der Fiat-Gruppe.

## Filmografie
- 1967: Toutes folles de lui
- 1968: Samoa, regina della giungla
- 1968: Sklaven ihrer Triebe (Top sensation)
- 1968: Der Sohn des “Schwarzen Adlers” (Il figlio dell'Aquila Nera)
- 1968: Frau Wirtin hat auch einen Grafen
- 1969: Blutrache einer Geschändeten (Testa o croce)
- 1969: Frau Wirtin hat auch eine Nichte
- 1969: Die tolldreisten Geschichten – nach Honoré de Balzac
- 1969: Die nackte Bovary
- 1969: Alle Kätzchen naschen gern
- 1969: Madame und ihre Nichte
- 1969: Der Mann mit dem goldenen Pinsel
- 1970: 5 bambole per la luna d'agosto
- 1970: Don Franco e Don Ciccio nell'anno della contestazione
- 1970: Satiricosissimo
- 1970: Sein Schlachtfeld war das Bett (Le calde notti di Don Giovanni)
- 1970: Todespiste Le Mans (Le Mans, scorciatoia per l'inferno)
- 1971: Dolanies Melodie – Melodie des Todes (Deserto di fuoco)
- 1971: Der Killer von Wien (Lo strano vizio della Signora Wardh)
- 1972: Der Pfaffenspiegel
- 1972: Die Farben der Nacht (Tutti i colori del buio)
- 1972: Das Geheimnis der blutigen Lilie (Perché quelle strane gocce di sangue sul corpo di Jennifer?)
- 1972: Quel gran pezzo della Ubalda tutta nuda e tutta calda
- 1972: Il tuo vizio è una stanza chiusa e solo io ne ho la chiave
- 1973: Anna, quel particolare piacere
- 1973: Giovannona Coscialunga disonorata con onore
- 1973: La Pistola (Dio, sei proprio un padreterno)
- 1973: La vedova inconsolabile ringrazia quanti la consolarono
- 1973: Wehe, wenn die Lust uns packt (La bella Antonia, prima monica e poi dimonia)
- 1973: Wenn Engel ihre Fäuste schwingen (Fuori uno sotto l'altro… arriva 'Il Passatore')
- 1974: Innocenza e turbamento
- 1974: La signora gioca bene a scopa?
- 1975: Der geheimnisvolle Killer (Nude per l'assassino)
- 1975: Die Bumsköpfe (L'insegnante)
- 1975: Komm, wir machen Liebe (La moglie vergine)
- 1975: Schüler lieben hübsche Hasen (Grazie nonna)
- 1975: Il vizio di famiglia
- 1976: Cattivi pensieri
- 1976: Die Knallköpfe der 6. Kompanie (La dottoressa del distretto militare)
- 1976: Müssen Männer schön sein? (40 gradi sotto il lenzuolo)
- 1976: Politess im Sitten-Stress (La poliziotta fa carriera)
- 1976: La pretora
- 1977: Die letzten Heuler der Kompanie (La soldatessa alla visita militare)^
- 1977: Taxi Girl
- 1977: Die trüben Tassen der Stube 9 (La soldatessa alle grandi manovre)
- 1977: La vergine, il toro e il capricorno
- 1978: Amori miei
- 1978: Flotte Teens und die neue Schulmieze (L'insegnante va in collegio)
- 1978: Die große Offensive (Il grande attacco)
- 1978: Settimo anno (Fernseh-Miniserie)
- 1979: Die Hauslehrerin (L'insegnante viene a casa)
- 1979: La patata bollente
- 1979: Ein total versautes Wochenende (Sabato, Domenica e Venerdì)
- 1980: Dr. Jekylls unheimlicher Horrortrip (Dr. Jekyll e gentile signora)
- 1980: Il ficcanaso
- 1980: Ich und Katharina (Io e Caterina)
- 1980: Il ladrone
- 1980: Das Schlitzohr von der Sitte (La poliziotta della squadra del buon costume)
- 1980: Sono fotogenico
- 1980: Urlaubsreport alleinstehender Frauen (La moglie in vacanza… l'amante in città)
- 1980: Zucchero, miele e peperoncino
- 1981: Asso (Asso)
- 1981: Cornetti alla crema
- 1981: Der Spion meiner Träume (Tais-toi quand tu parles!)
- 1981: Eine Superpolizistin in New York (La poliziotta a New York)
- 1982: Il paramedico
- 1982: Ricchi, ricchissimi… praticamente in mutande
- 1982: Sballato, gasato, completamente fuso
- 1984: Ferien in Amerika (Vacanze in America)
- 1987: Immagina (Fernsehserie)
- 1987: Nel gorgo del peccato
- 1988: Off Balance – Der Tod wartet in Venedig (Un delitto poco comune)
- 2000: Il fratello minore
- 2007: Hostel 2 (Hostel: Part II)
- 2023: La quattordicesima domenica del tempo ordinario

### Fernseh-Produktion
- 1984: Bene, bravi, bis (Fernseh-Miniserie)
- 1992: Il coraggio di Anna (Fernsehserie)
- 1993: Mord in der Toskana (Delitti privati) (Fernseh-Miniserie)
- 1996: Donna (Fernseh-Miniserie)
- 2004: Der Kaufmann von Venedig (Il mercante di Venezia)
- 2012: La figlia del capitano (Fernsehfilm)
- 2015: È arrivata la felicità (Fernsehserie, 18 Folgen)